# Woodlands Wellington FC
Woodlands Wellington Football Club was een Singaporese voetbalclub uit Woodlands. De club werd opgericht in 1996. De thuiswedstrijden werden in het Woodlands Stadium gespeeld, dat plaats biedt aan 4.300 toeschouwers. De clubkleuren waren geel-blauw.

## Erelijst
Nationaal
- Singapore Cup

Runner up: (2) 2005, 2008
- Singapore FA Cup

Runner up: (1) 1997
- Singapore League Cup

Winnaar: (1) 2007